# Escola das Nações (Bahá'í)
A Escola das Nações é uma instituição bahá'í de ensino internacionalista bilíngue (inglês-português) brasileira, com sede no Lago Sul, no Distrito Federal, para estudantes de todas as nações e origens, cujos valores principais são baseados nos princípios morais e éticos da Fé Bahá'í. Seu objetivo é que os estudantes desenvolvam as qualidades e a compreensão para se transformarem em "cidadãos do mundo".

## História
A escola foi fundada em 1980 por duas famílias norte-americanas de educadores que previram construir uma escola em torno de um modelo novo de educação internacional. A base deste modelo era o ensinamento Bahá'í da "unidade na diversidade"; para criar um ambiente em que os estudantes de raças, nacionalidades, culturas e religiões diferentes poderiam aprender a viver em paz e harmonia, enquanto desenvolve seus potenciais intelectuais, físicos e espirituais ao grau mais elevado.
Durante o Ano Internacional de Literatura de 1990, a escola cooperou com diversas comunidades nos projetos, um deles incluindo o patrocínio da Secretária Educacional do Distrito Federal.
Durante uma sessão especial da Câmara dos Deputados do Brasil homenageando a vinda de Madame Mary Rabbání, um deputado do Partido Social Democrático (PSD) apontou a escola como um exemplo das contribuições da Fé Bahá'í nos campos educacionais e econômicos.

## Recursos
Em 2007, a Escola das Nações teve aproximadamente 610 estudantes registrados nos dois campi: um para o programa de Early Childhood para estudantes entre 3 a 6 anos de idade; e o outro para o Elementary (1ª a 4ª série), Middle (5ª a 8ª série) e o High School (9ª a 11ª série). A comunidade da escola é composta por famílias brasileiras, muitas das quais são parte de corpos diplomáticos; e também famílias estrangeiras (representando aproximadamente 40 países diferentes), que estão conectadas com diversas embaixadas, companhias multinacionais ou organizações não governamentais, como a UNICEF, o Banco Mundial e as Nações Unidas. Há 90 professores na equipe de funcionários, incluindo assistentes.

## Premiações
- Para o ano escolar 2005-06, a escola é nomeada pela Artsonia para diversas premiações - prêmios de Liderança, Publicação de Arte, Fã Clubes, Comentários e Arrecadação de Fundos (classificado #1 em todas as categorias).[3]